# Miloslav Šimek
Miloslav Šimek [miˈloˌslɑf ʃiˈmɛk] (Praag, 7 maart 1940 — Aldaar, 16 februari 2004) was een Tsjechisch acteur en komiek. Hij heeft vooral bekendheid vergaart door zijn dubbelact met Jiří Grossman in hun show Náštěvní dny (Bezoekdagen) in het Semafor-theater eind jaren '60 en begin jaren '70. Hij is de broer van de Tsjechisch-Nederlandse tenniscoach Martin Šimek. Šimek werd verkozen als 97e in de televisieshow Největší Čech (De Grootste Tsjech).